# Mémorial de la Shoah (Lyon)
Le Mémorial de la Shoah de Lyon également appelé Les Rails de la Mémoire est un mémorial inauguré le 26 janvier 2025, place Carnot à Lyon, la veille de la commémoration des 80 ans de la libération du camp de concentration d'Auschwitz. 

## Historique
En 2018, sous l’égide du maire Gérard Collomb, trois associations (Amicale des déportés d’Auschwitz- Birkenau et des camps de Haute Silésie, Fils et Filles des déportés juifs de France, CRIF Auvergne-Rhône-Alpes) ainsi que des individualités extérieures à la communauté juive, ont constitué une association en vue d'édifier un Mémorial de la Shoah à proximité de la Gare de Perrache, lieu de départ des convois de déportés.
Présidée par Jean-Olivier Viout, "L'association pour l'Edification d'un Mémorial de la shoah à Lyon" regroupe des membres de la société civile. Ses Présidents d'honneur sont Benjamin Orenstein et Claude Bloch, survivants des camps de concentration.

## Emplacement
Le Mémorial de la Shoah est situé au cœur de la presqu’ile de Lyon, place Carnot.
Ce lieu est choisi pour sa proximité avec la gare de Perrache, lieu de départ des convois ferroviaires à destination de Drancy et des camps de la mort. Il forme également un axe mémoriel jusqu’au monument du Veilleur de Pierre, perpétuant le souvenir des martyrs de la Résistance, en passant par la borne de Verdun et la stèle des enfants d’Izieu.

## Le concours
Un appel d'offres international est lancé le 13 février 2023 lors d'une conférence de presse au centre d'histoire de la résistance et de la déportation. 
96 projets sont réceptionnés, venant de 25 pays.
Une présélection de six projets est présentée en décembre 2023 à un jury qui choisit le projet "Les rails de la Mémoire", conçu par deux architectes parisiens, Quentin Blaising et Alicia Borchardt.

## Description
La structure du mémorial est constituée d'un empilement de 1 173 mètres de rails entrecroisés (65 tonnes d’acier) qui symbolise à l'échelle 1/1000ème la distance à vol d'oiseau des 1 173 kilomètres séparant la gare de Perrache du camp de concentration et centre de mise à mort d'Auschwitz. Le mémorial est situé à côté de la gare de Perrache d'où les convois de déportés sont partis vers les camps de concentration. Les rails nécessaires à la réalisation de l'ouvrage ont été donnés par la SNCF.

## Inauguration
Le projet est inauguré le dimanche 26 janvier 2025, veille de la commémoration des 80 ans de la libération du camp de concentration d'Auschwitz en présence des autorités civiles, militaires et religieuses de la ville, ainsi que d'une foule de Lyonnais.

Inauguration le 26 janvier 2025
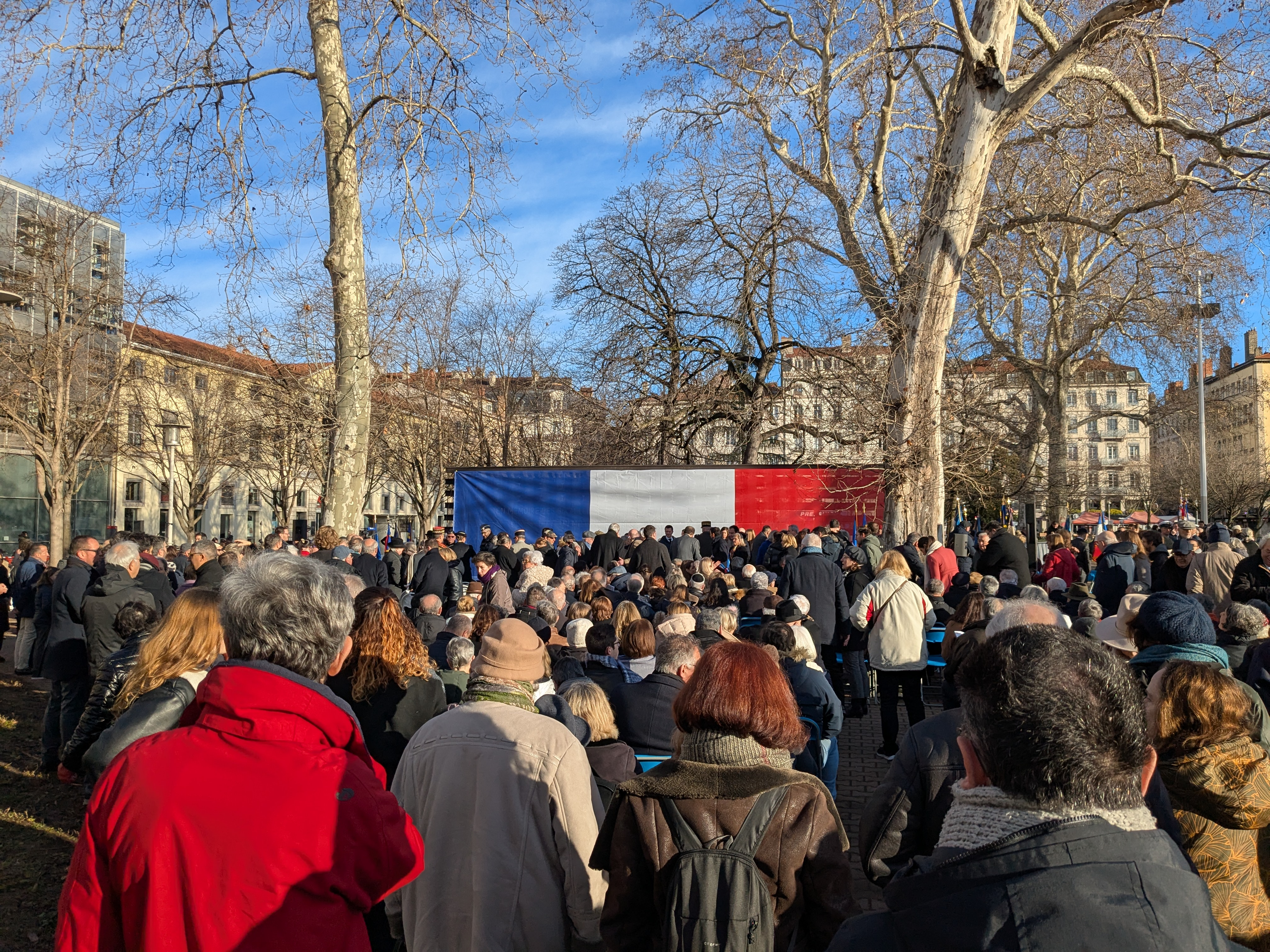
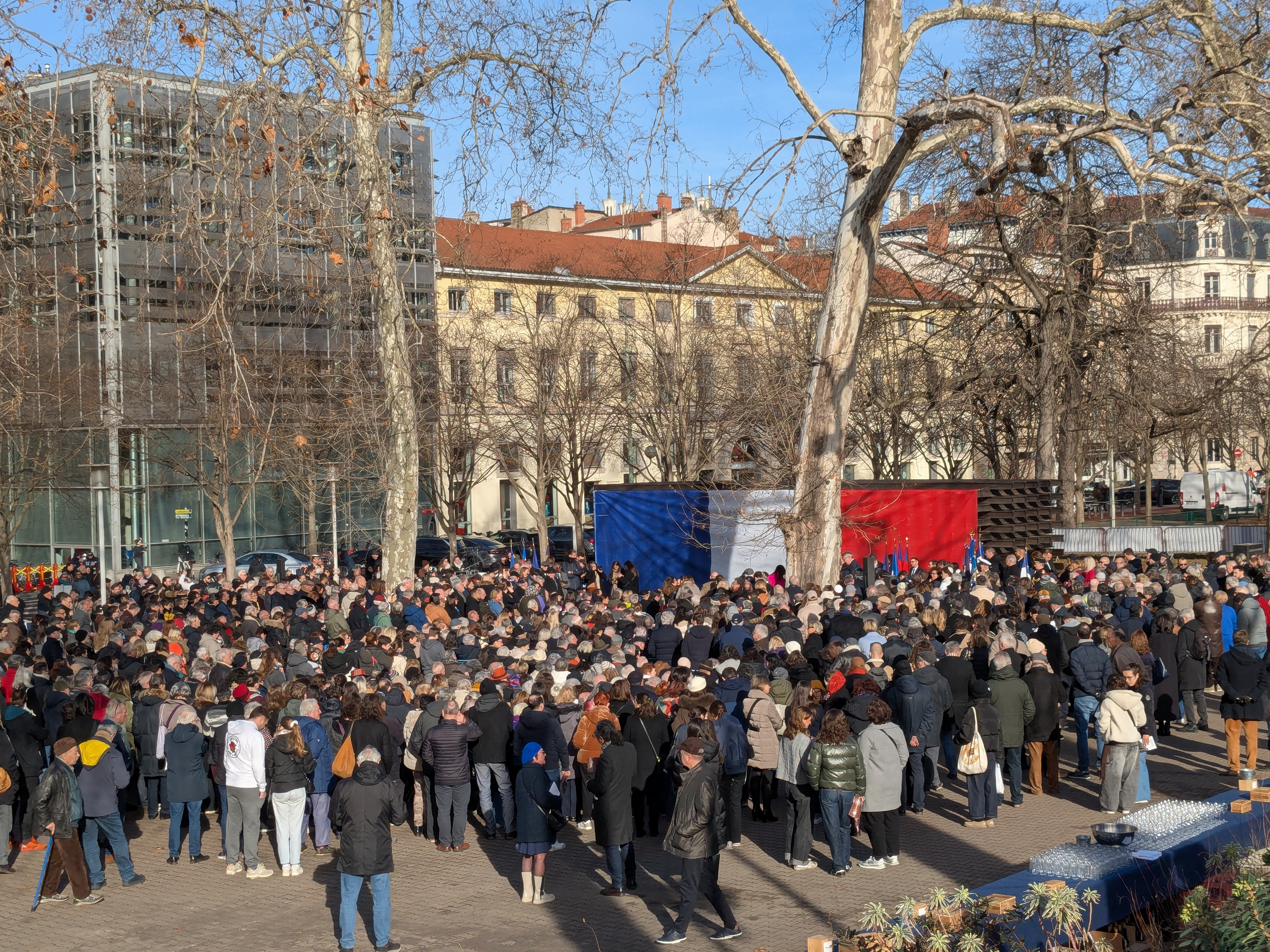